# キャリー取引
キャリー取引（きゃりーとりひき、英: Carry Trade、キャリートレード）とは、安価な資金で調達可能な金融商品を利用して、別の金融商品の取引を行うことをいう。借取引。
円キャリー取引、スイスフランキャリー取引などがよく知られている。金利の低い通貨を借り、高金利通貨で取引する。なお通貨以外では金キャリー取引がある。これは金地金を低金利で借り、これを売り別の高金利商品の取引を行うもの。